# Charaxes bohemani
Charaxes bohemani es una especie de lepidóptero de la familia Nymphalidae. Es originaria de África.
Tiene una envergadura de alas de 65–75 mm en los machos y 78–95 mm en las hembras. Su periodo de vuelo comprende todo el año.
Las larvas de Charaxes bohemani, se alimentan de Afzelia quanzensis, Brachystegia spiciformis, Julbernardia globiflora, Lonchocarpus capassa, Dalbergia nitidula, Scotia brachypetala, y Xeroderris stuhlmanni.

## Distribución
Se encuentran en Angola, Zaire, Zambia, Zimbabue, Malaui, Mozambique, Namibia, Botsuana, Tanzania, Kenia y Sudáfrica.